# پلوشکییمه
پلوشکییمه (به لهستانی:  Pluszkiejmy) یک روستا در لهستان است که در گمینا دوبنگنکی واقع شده‌است. پلوشکییمه ۱۷۷ نفر جمعیت دارد.